# Félicité de Genlis
Caroline-Stéphanie-Félicité, Madame de Genlis (Issy-l'Évêque, 25 januari 1746 – Parijs, 31 december 1830) was een Franse schrijver. Ze was met name bekend vanwege haar onderwijskundige geschriften en kinderboeken.

## Biografie

### Vroege jaren
Stéphanie Félicité werd geboren als de dochter van de Markies de Saint-Aubin en kwam uit een Bourgondische adellijke familie. Tijdens haar kindertijd bracht ze enige tijd door in het klooster. De familie had te maken met benarde levensomstandigheden. Haar ouders gaven weinig aandacht aan haar onderwijs en daardoor bleef ze lange tijd niet onderwezen. Nadat een Bretonse meid werd aangesteld ging het beter met haar opvoeding. Door haar ontdekte Felicité de boeken van Madeleine de Scudéry en het theater. Ook ontdekte ze haar muzikale talent en leerde ze klavecimbel en harp spelen.
Félicité kon goed harp spelen en door haar talent kregen zij en haar moeder toegang tot de salon van onder meer Alexandre Le Riche de la Pouplinière. Haar vader werd tijdens zijn terugreis vanuit de Antillen door de Britten gevangen genomen en na zijn vrijlating introduceerde hij zijn voormalig medegevangene Charles Alexis Brûlart, Markies van Sillery en Graaf van Genlis, aan zijn dochter. Er was sprake van wederzijdse verliefdheid. In 1763 trouwde Félicité met Brûlart. Op het moment van trouwen was zij nog zeventien en haar echtgenoot dertig jaar oud.

### Hofleven
Na haar huwelijk werd Madame de Genlis geïntroduceerd aan het hof en werd ze onderdeel van het hof van Orléans als gezelschapsdame van Louise Marie Adélaïde van Bourbon. Ze werd aan het hof van Orléans geïntroduceerd door haar tante Madame de Montesson, die een minnares was van hertog Lodewijk Filips I van Orléans. Vrijwel direct na haar komst naar het hof kreeg Felicité een verhouding met de echtgenoot van Louise Marie, hertog Lodewijk Filips II van Chartres (de latere Philippe Egalité). Ze begon ook met het organiseren van een eigen literaire salon op donderdagavonden en muzikale avonden op de zaterdag. Tot haar gasten behoorden de natuurkundige De Buffon, de astronoom Bailly, advocaat Hérault de Séchelles en de natuurkundige Bernard Germain de Lacépède.

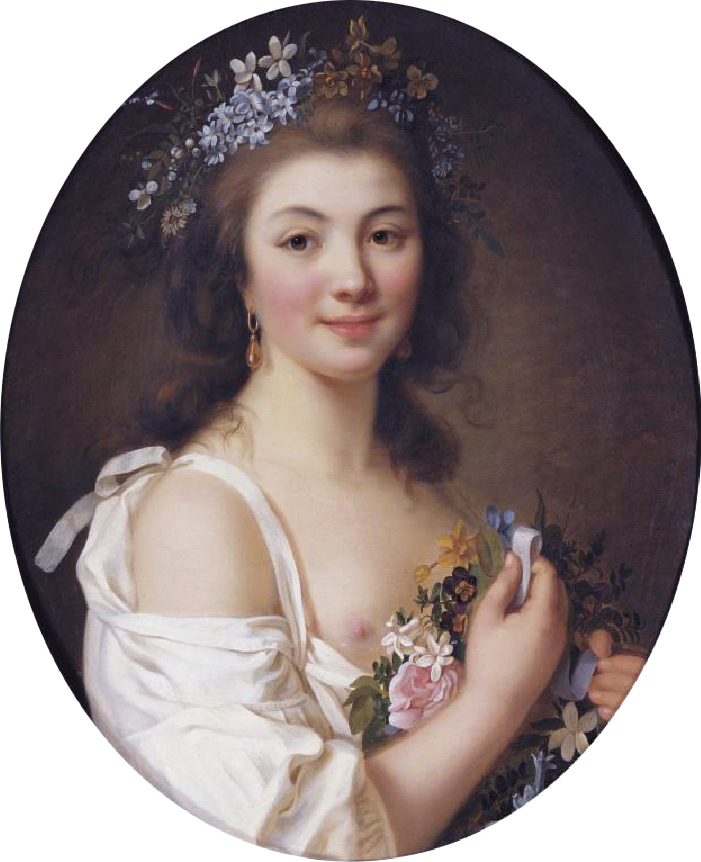
Madame de Genlis in 1781, geportretteerd door Marie-Victoire Lemoine.

In 1777 beviel Marie Louise van een tweeling en kort na hun geboorte kreeg Madame de Genlis de verantwoordelijkheid over hun opvoeding. Ze kwam met het plan om de kinderen op te voeden in het Klooster van Pentemont. In dit klooster zette ze op de zaterdagavond haar salon voort waar Buffon nog steeds over de vloer kwam, maar ook de historicus Gabriel-Henri Gaillard en de poëet Jean-François de La Harpe. In 1782 verkreeg ze de officiële titel van gouverneur van de Orléans kinderen, een titel die normaal gesproken was voorbehouden aan mannen. Deze beslissing riep veel negatieve reacties op. Zo namen diverse docenten aan het Palais-Royal ontslag en verschenen er lasterlijke gedichten in de media.
In datzelfde jaar verscheen Madame de Genlis eerste boek, Adèle et Théodore. In dit boek zette ze zich af tegen de ideeën van de heersende filosofen (Voltaire en Rousseau) over opvoeden. Haar houding en de populariteit van haar boek wekte dan ook de nodige irritaties op bij de filosofen. Door de vrouwelijke naam als eerste in de titel op te nemen suggereerde Madame de Genlis het belang van educatie voor vrouwen, in tegenstelling tot de nadruk die Rousseau had gelegd op educatie voor mannen. Jean le Rond d'Alembert benaderde haar kort daarop om lid te worden van de Académie française, waar ze het allereerste vrouwelijke lid van kon worden. Er waren echter twee voorwaardes: ze zou als eerste van vier vrouwen genomineerd worden, maar om deze erkenning te verkrijgen moest ze afzien van het aanvallen van de filosofen. Dit weigerde Madame de Genlis, want ze zag dat als een poging om haar te muilkorven.

### Latere jaren
In de eerste twee jaar na de Franse Revolutie hield Madame de Genlis nog steeds een salon, dat toen werd bezocht door onder meer Talleyrand en de schilder Jacques-Louis David. Ten tijde van de Terreur verloren zowel haar echtgenoot als Philippe Egalité hun hoofd onder de Guillotine. Zelf vluchtte ze naar het Verenigd Koninkrijk, maar in 1801 kon ze weer terugkeren naar Frankrijk, waar ze een spion werd voor Napoleon Bonaparte. Nadat de Bourbons in 1815 weer aan de macht kwamen, kon ze alleen nog maar leven van haar royalty's. Ze overleed enige tijd nadat haar voormalige pupil Lodewijk Filips I koning der Fransen was geworden.

## In populaire cultuur
Madame de Genlis duikt op als personage in enkele boeken uit de Franse literatuur, zoals in Illusions perdues van Honoré de Balzac en Les Misérables van Victor Hugo. Daarnaast wordt ze onder meer ook genoemd in Oorlog en vrede van Lev Tolstoj en Oblomov van Ivan Gontsjarov.

## Geselecteerde bibliografie
- 1782: Adèle et Théodore ou lettres sur l'éducation contenant tous les principes relatifs à l'éducation des Princes, des jeunes personnes et des hommes.
- 1798: Les Petits Émigrés, ou Correspondance de quelques enfans: Ouvrage fait pour servir à l'éducation de la jeunesse.
- 1806: Nouveaux contes moraux et nouvelles historiques.
- 1808: Bélisaire.
- 1810: Maison rustique pour servir à l'éducation de la jeunesse ou Retour en France d'une famille émigrée.
- 1811: De l'influence des femmes sur la littérature française, comme protectrices des lettres et comme auteurs, ou Précis de l'histoire des femmes françaises les plus célèbres.
- 1818: Dictionnaire critique et raisonné des étiquettes de la Cour ou l'esprit des étiquettes et des usages anciens.
- 1819: Les Parvenus.
- 1823: Mémoires de la marquise de Bonchamps.
- 1825: Mémoires inédits sur le dix-huitième siècle et la Révolution française, depuis 1756 jusqu'à nos jours.
- 1825: Alphonsine ou la tendresse maternelle.